# NDX energija
Die Uždaroji akcinė bendrovė (geschlossene Aktiengesellschaft) NDX energija ist ein litauisches Investmentunternehmen, welches vornehmlich im Bereich der Energiewirtschaft tätig ist. Es gehört dem Konzern VP grupė und Nerijus Numavičius. Die Gesellschaft hat 2018 den Namen auf NDX Group geändert.

## Geschichte
Am 29. April 2003 wurde UAB NDX energija für die Privatisierung des Stromnetzbetreibers AB Vakarų skirstomieji tinklai (VST) gegründet. Am 23. Dezember 2003 schloss man das Privatisierungsgeschäft ab. UAB NDX energija bekam  77 % der Aktien für 539,8 Mio. Litas (156,34 Mio. Euro).
Am 20. Mai 2008 gründete die Regierung Litauens mit UAB NDX energija die AB LEO LT, Gesellschaft des nationalen Investors. UAB NDX energija trug seine VST-Aktien zum Kapital von LEO LT bei. Am 4. Dezember 2009 unterzeichneten beide Parteien den Vertrag über die Kündigung der Verträge.

## Leitung
Vorstandsvorsitzende
- bis Februar 2008: Darius Nedzinskas
- seit Februar 2008: Ignas Staškevičius (* 1970)

Direktor
- 2003–2007: Žilvinas Marcinkevičius
- 2007–2008: Darius Nedzinskas[2]
- 2009–2011: Petras Jašinskas
- seit 2011: Lina Karkliauskaitė[3]